# (242492) Fantômas
(242492) Fantômas, désignation internationale (242492) Fantomas, est un astéroïde de la ceinture principale découvert en 2004 par l'astronome suisse Michel Ory.

## Origine du nom
Cet astéroïde a été nommé en référence à Fantômas, un des personnages les « plus populaires dans l'histoire du film criminel français », créé en 1911 par Marcel Allain et Pierre Souvestre.

## Compléments